# Kostel svatého Mikuláše (Kožuchovce)
Kostel svatého Mikuláše je dřevěný řeckokatolický kostelík z obce Kožuchovce, který v současnosti slouží jako expozice Východoslovenského muzea v Košicích. Jedná se o kulturní památku.

## Historie
Dřevěný kostel byl dokončen v roce 1741 a zasvěcen svatému Mikuláši biskupovi. Jako stavební materiál srubové konstrukce je použito jedlové dřevo a spoje jsou utěsněny lněnou koudelí. Vyřezávané prvky ikonostasu jsou vyrobeny z lipového dřeva. V roce 1875 byl celý interiér této sakrální stavby vyzdoben nástěnnými malbami od lidového umělce. Nejbohatší malířská výzdoba se nachází v samotné lodi kostela, kde malby pokrývají všechny čtyři stěny a kopuli.

## Přemístění
Jelikož dřevěný kostel má kratší životnost, byl kožuchovský kostel na počátku 20. století již tak zchátralý, že se přestal používat. Byl uzavřen a začala výstavba nového, zděného kostela. Většina cenností byla přenesena do nového chrámu, ale ikonostas s připevněnými ikonami byl ponechán na původním místě. Chátrajícímu kostelu hrozila demolice, ale díky zásahu  Referátu na ochranu pamiatok k ní nedošlo. V roce 1927 projevil o kostelík zájem tehdejší ředitel Východoslovenského muzea v Košicích JUDr. Josef Pollák. Uzavřel dohodu s obcí a farním úřadem v Ladomírové, na jejímž základě byla obec za malou úplatu ochotna předat kostel muzeu.
Brzy poté, v říjnu 1927, došlo k demontáži kostela. Během ní se práce zakreslovaly, fotografovaly a každý kus dřevěné konstrukce kostela byl očíslován a popsán. Dřevěné prvky byly shromážděny ve skladu a převezeny povozy přes kopce do Ladomírové, kde byly naloženy na nákladní auta. Cesta celého konvoje z Ladomírové do Košic trvala více než osm hodin.
Za historickou budovou muzea byly označené dřevěné prvky naskládány na předem připravený kamenný podstavec. Během demontáže byly zdokumentovány i ty části kostela, které byly zcela zničeny a bylo třeba je nahradit novým dřevem. Původní rozpadající se šindelová střešní krytina byla nahrazena novými šindeli podle vzoru původních. Vnitřní malířskou výzdobu restauroval František Ženíšek mladší. Po dokončení stavebních prací byl doplněn původní ikonostas, volně zavěšené ikony a kříž. V lodi je jedna dřevěná lavice. Rekonstrukční práce byly dokončeny 12. srpna 1928 a přemístěný chrám byl otevřen návštěvníkům u příležitosti oslav Národopisného dne Košického muzea. Jedinou nepřesností je, že poloha kostela neodpovídá původní orientaci kostela k východu, neboť musela být přizpůsobena úzkému pozemku muzea. Košická městská rada totiž navzdory opakovaným žádostem ředitele muzea nepovolila rozšíření zahrady na část chodníku mezi koncem ulice a průmyslovou školou.
Dřevěný kostel z Kožuchovců se stal součástí expozice a v roce 1963 byl zapsán do seznamu nemovitých kulturních památek Slovenska. Kostel má charakteristické členění na tři části - svatyni, loď, babinec (předsíň) a tři kopule tvořící střechu. Každá kopule má mírně cibulovitý tvar a je zakončena kovaným křížem. Ve svatyni, obrácené k jihovýchodu, je prostor pro oltář, oddělený od lodi ikonostasem. Loď kostela má na jižní straně dvě okna, vstup do kostela je západní částí - předsíní. Skromné vybavení - malovaná lavice - bylo postupně doplněno dalšími sbírkovými předměty z oblasti východního Slovenska.
V roce 1959 byla střecha pokryta novým šindelem. Počátkem 70. let 20. století bylo jasné, že kostel je třeba znovu restaurovat. Ukázalo se, že impregnační prostředek (karbolineum), který byl použit ke konzervaci venkovního dřeva, poškodil i polychromované vrstvy v interiéru kostela. Polychromované části ikonostasu, malované medailony a ikony nebylo možné v interiéru kostela znovu instalovat, protože výpary obsahující dehet by je zničily. Proto byly všechny polychromované části a ikony přemístěny do uměleckohistorické expozice muzea, kde jsou vystaveny v rámci exponátů východního obřadu.

## Výzdoba
Na severní straně je velkolepý výjev Posledního soudu. Scéna samotného Krista s Pannou Marií a svatým Janem po jeho boku, skupinky andělů s dušemi spasených a ďáblů s hříšníky jsou komponovány podle obvyklého vzoru. Nad scénou posledního soudu jsou dvě skupiny postav - apoštolové a proroci. Celé dílo je zvýrazněno orámováním s rostlinným motivem.
Výzdoba jižní strany je ohraničena oknem. Je zde scéna Křtu Krista v Jordánu, na západní straně pak Zmrtvýchvstání, přičemž obě scény jsou zasazeny do krajiny. Ostatní plochy byly zdobeny rostlinnými a geometrickými motivy. Východní stěnu lodi tvořil ikonostas - na medailonech carských vrat je zobrazena Matka Boží s dítětem a světci. Na ploše mezi třemi dveřmi byly umístěny čtyři ikony původně z 18. století - Matka Boží s Dítětem, Kristus Učitel, svatý Mikuláš Biskup a ikona Pokrov přesvaté Bohorodice. Horní pás vyplňovaly postavy dvanácti apoštolů s Kristem uprostřed. V kopuli nad ikonostasem byl namalován výjev Kalvárie, doplněný dvěma klečícími postavami. Na dalších třech stranách kopule byly postavy andělů s květinovým festonem a rostlinným lemem. Doba vzniku maleb se datuje do roku 1785. Na stropě kopule se nachází malba Nejsvětější Trojice.
Na východní stěně kostela byla postava anděla a motiv Hrobu Krista Pána. Na severní a jižní stěně byly namalovány postavy čtyř církevních otců, jinak převažovala ornamentální rostlinná výzdoba. V minulosti bylo na stěnách kostela zavěšeno několik samostatných ikon, které pravděpodobně nepatřily k původnímu vybavení.
Západní stěnu zdobily výjevy ze Starého zákona, oddělené ornamentálním rámováním (Adam a Eva mezi zvířaty v ráji, Adam a Eva pod stromem moudrosti s hadem, vyhnání Adama a Evy z ráje) a výjev rolníka pracujícího na poli. V severozápadním rohu je malý výjev z příběhu o marnotratném synovi, umístěný v barokní zahradě.

## Zvonice a brána
Kromě kostela se v zahradě za hlavní budovou Východoslovenského muzea nacházejí další dvě dřevěné stavby - zvonice a vyřezávaná brána. Zvonice pochází z ukrajinské vesnice Mineralnoje a do zahrady muzea byla přemístěna ve 20. letech 20. století. Vysoká dřevěná brána byla do muzejní zahrady přemístěna z Moldavy nad Bodvou, ale byla zde umístěna pouze do roku 2013.  Při poslední rekonstrukci byla do areálu ke kostelu přidána zvonkohra.

## Galerie

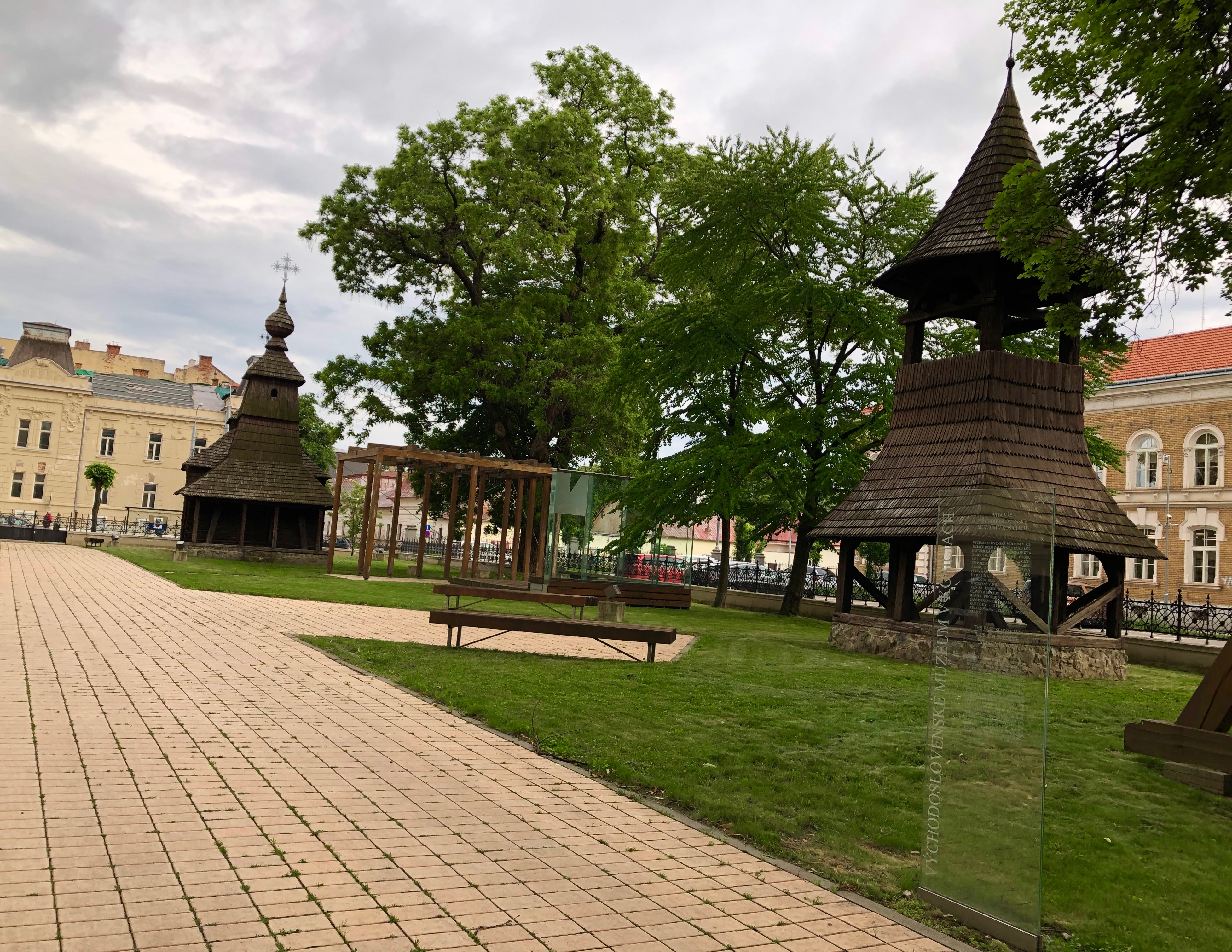
Areál Východoslovenského muzea
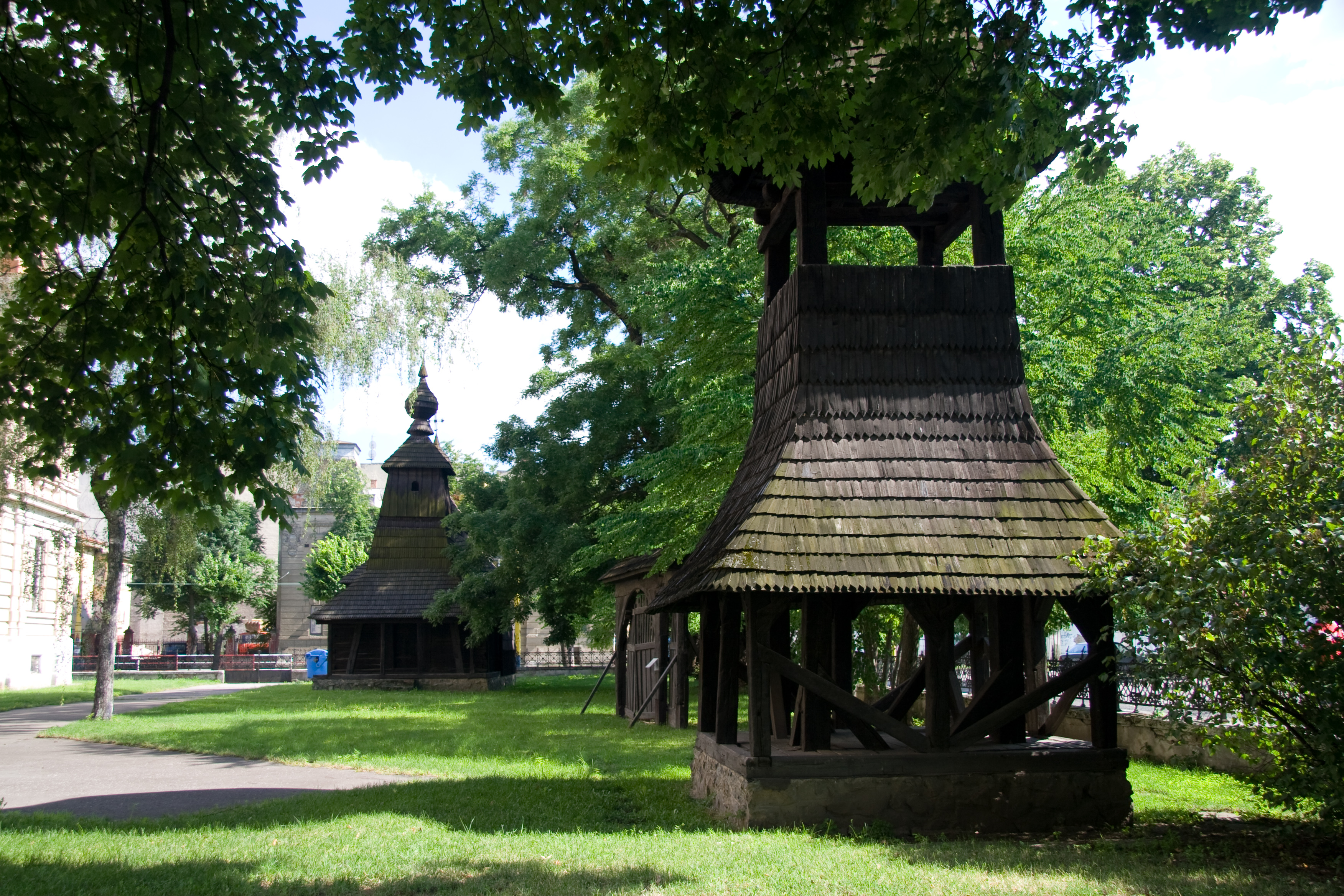
Kostelík a zvonice
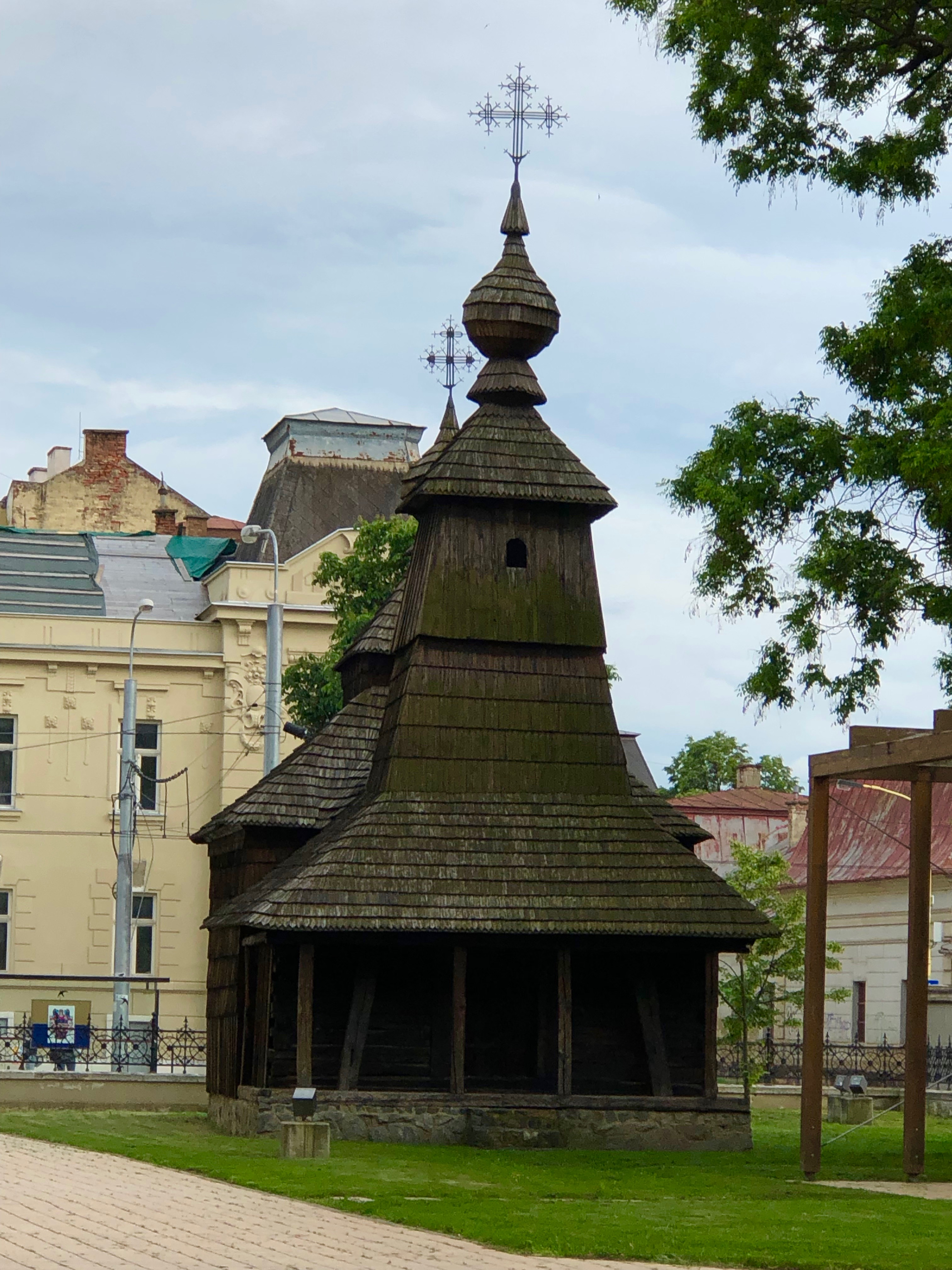
Přední strana kostela
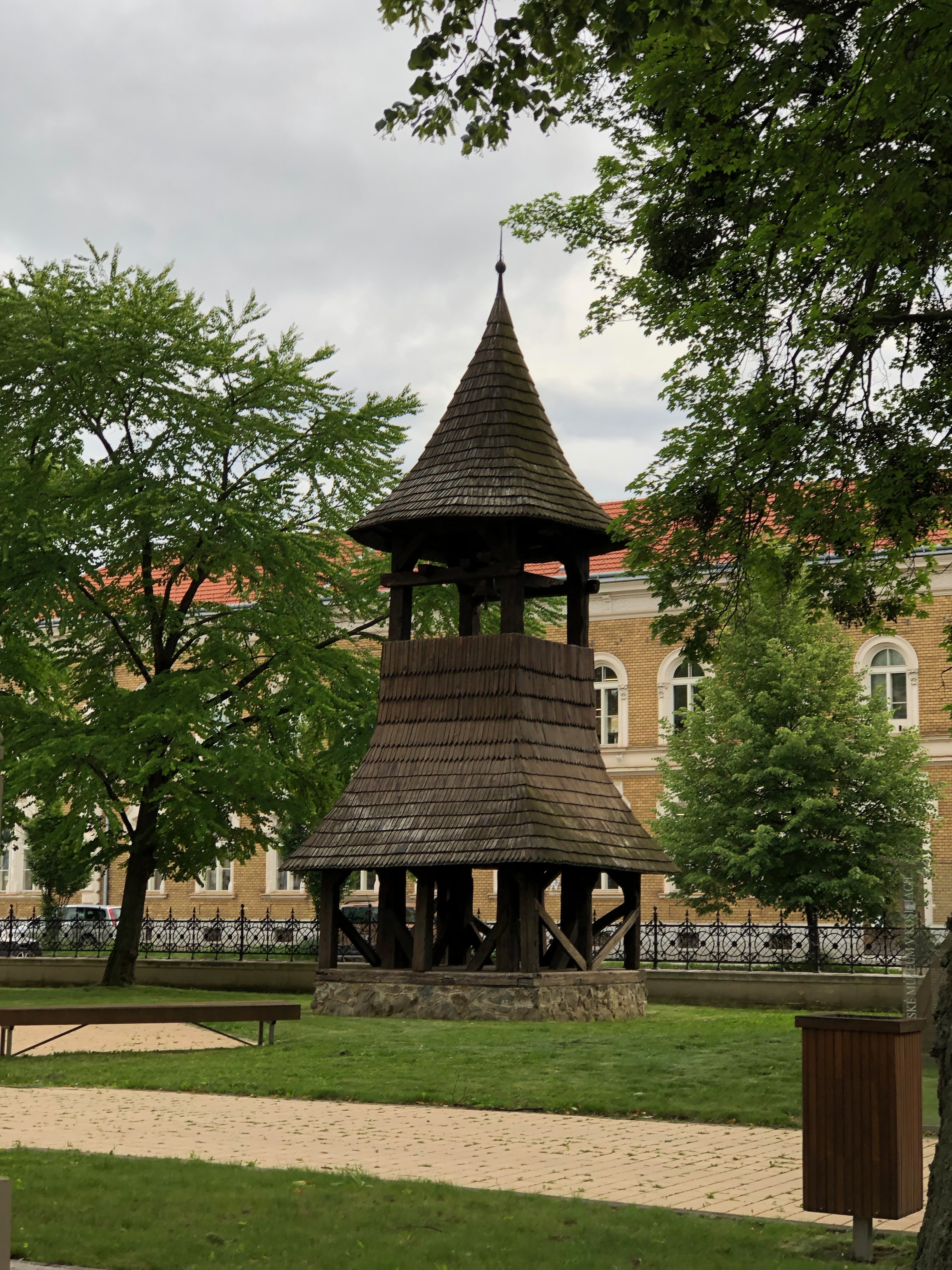
Zvonice
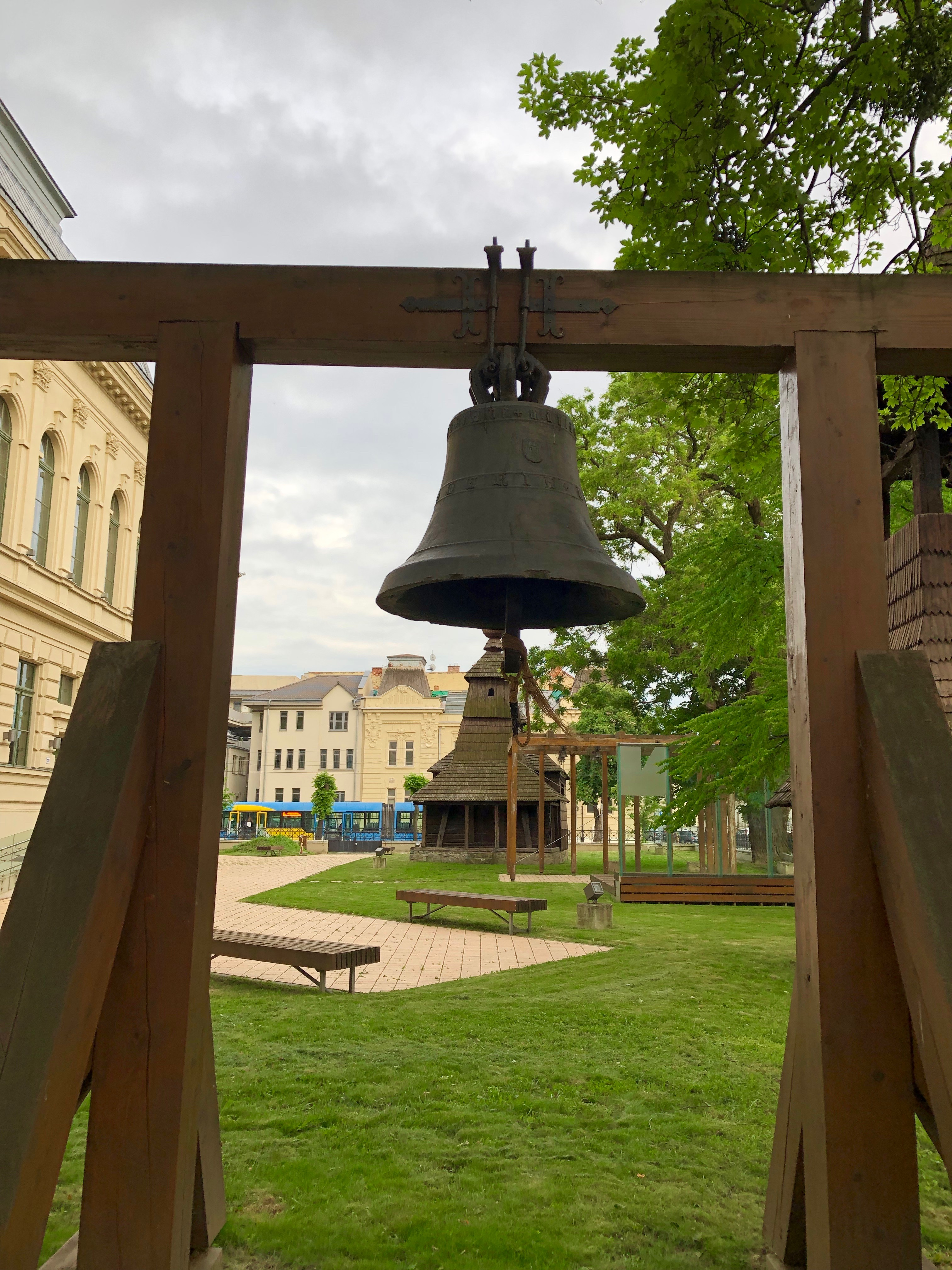
Zvon
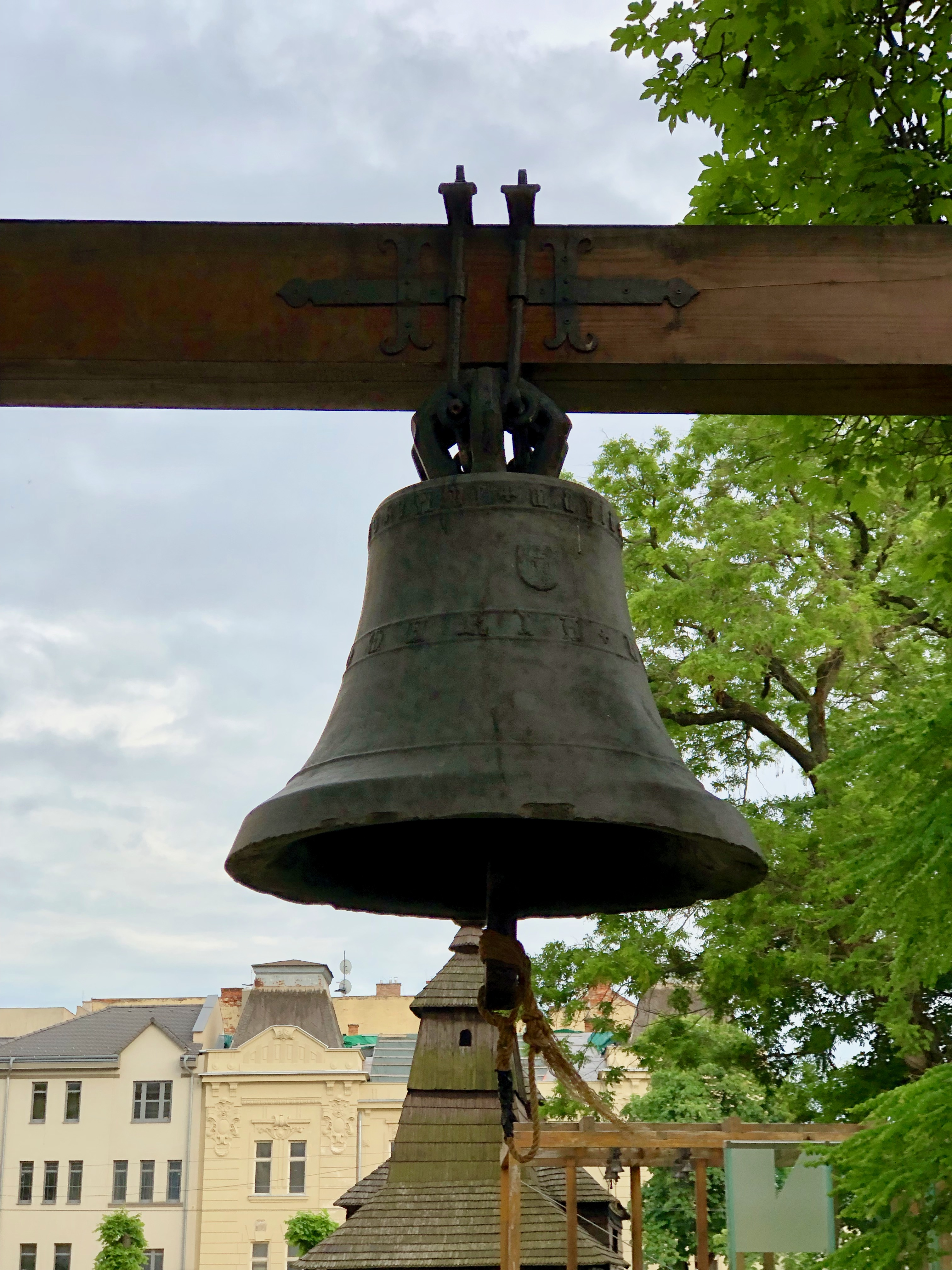
Detail zvonu